# Ezumazijl
Ezumazijl (Fries: Iezumasyl) is een plaats in de gemeente Noardeast-Fryslân, in de Nederlandse provincie Friesland. Ezumazijl ligt ten zuidwesten van Oostmahorn, ten zuidoosten van Anjum en ten westen van het Lauwersmeer. De plaats ligt aan de plek waar de Zuider Ee uitmondt in het Lauwersmeer. Ezumazijl valt in het postcodegebied van Anjum.

## Geschiedenis
Op oude kaarten zijn rond het huidige Ezumazijl, naast de sluis Ezumazijl de plaatsnamen Dijksterhuizen en Ezumburen te zien. Dijksterhuizen lag iets ten noorden en Ezumburen ten zuiden van de sluis. De naam Dijksterhuizen is verdwenen van de kaart, maar Ezumburen is als straat en streeknaam in het Fries nog aanwezig als Esonbuorren.
De Sluis Ezumazijl uit 1671/72 werd in 1931 vernieuwd en aan de zuidzijde werd het gemaal Dongerdielen gebouwd. De sluis werd vroeger ook wel Anjumerzijl genoemd, omdat de sluis vanuit Anjum werd betaald.
Ezumazijl lag tot de gemeentelijke herindeling van 1984 in de toenmalige gemeente Oostdongeradeel. Daarna viel Ezumazijl tot 2019 onder de gemeente Dongeradeel, waarna deze opging in de gemeente Noardeast-Fryslân.

## Molen
Ten zuidwesten van de Ezumazijl staat de rond 1850 gebouwde poldermolen De Gans, in de Ganzepolder.

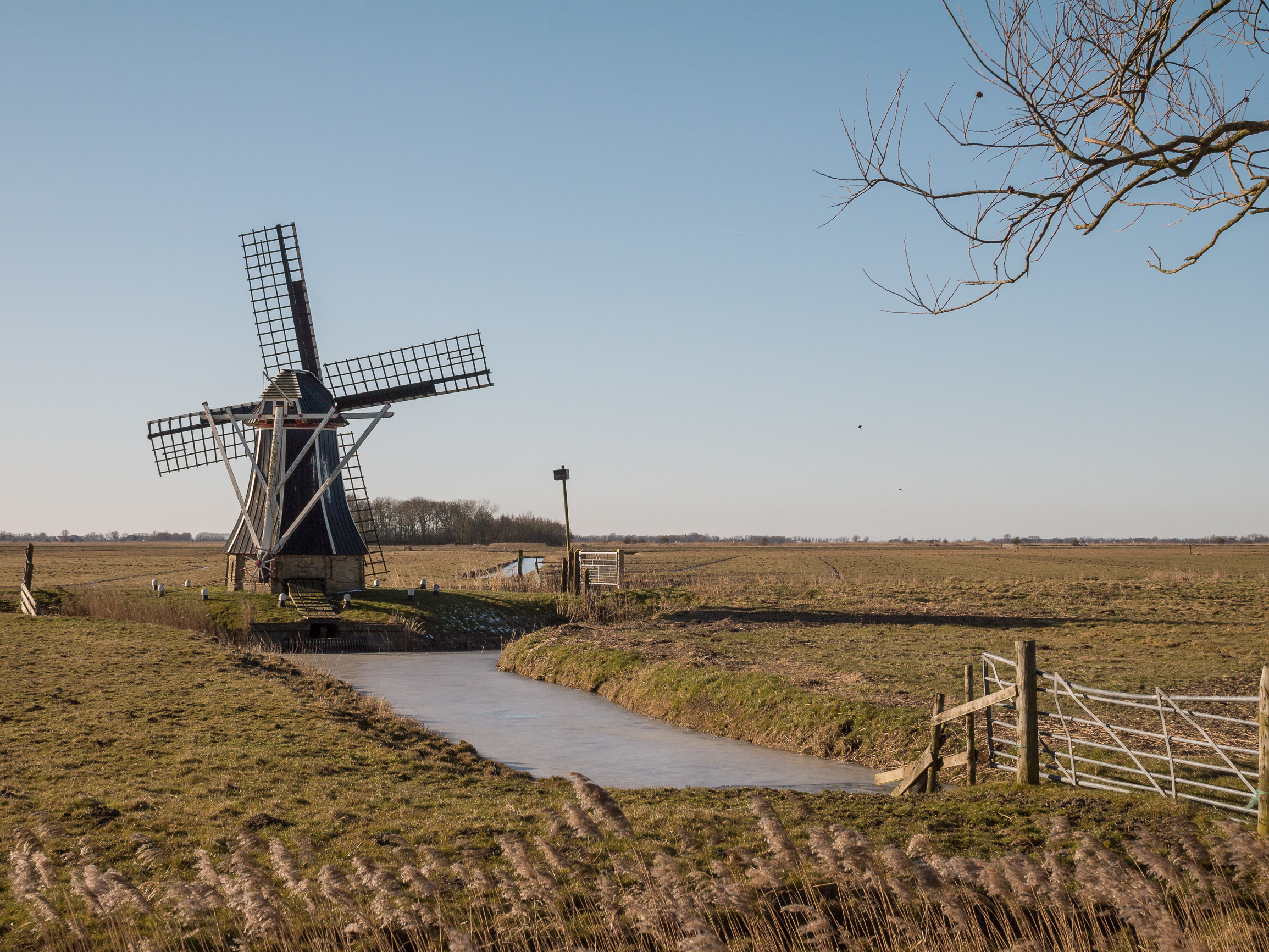
Molen De Gans (2013)